# Léa Passion : Vie de fashionista 3D
Léa Passion : Vie de fashionista 3D  (Imagine Fashion World 3D) est un jeu vidéo de simulation développé par Magic Pockets et édité par Ubisoft, sorti en 2012 sur Nintendo 3DS.
Le jeu offre la possibilité de contrôler une jeune femme rêvant de devenir célèbre dans le monde de la mode et qui veut gagner une certaine notoriété.

## Système de jeu
Au tout début du jeu, le joueur incarne une jeune fille dont les parents viennent de lui offrir un loft à Fashion City avec sa meilleure amie qui la met en contact avec un grand nom du métier.
Elle se voit proposer trois voies (créatrice, mannequin ou directrice de boutique) qui lui permettront de rentrer dans l'univers de la mode. Elle doit par la suite montrer ses compétences pour pouvoir devenir une personne importante dans la mode international.
Le jeu consiste à gérer ses relations avec ses amies stylistes tout en décorant son propre appartement grâce à des meubles. On peut également acheter des habits avec de l'argent récolté en travaillant. Le joueur réalise diverses actions durant son travail afin de gagner de l'argent. Ces actions varient en fonction de la fonction choisie.

## Accueil
- Jeuxvideo.com : 9/20[1]